# Łódź z Gozo

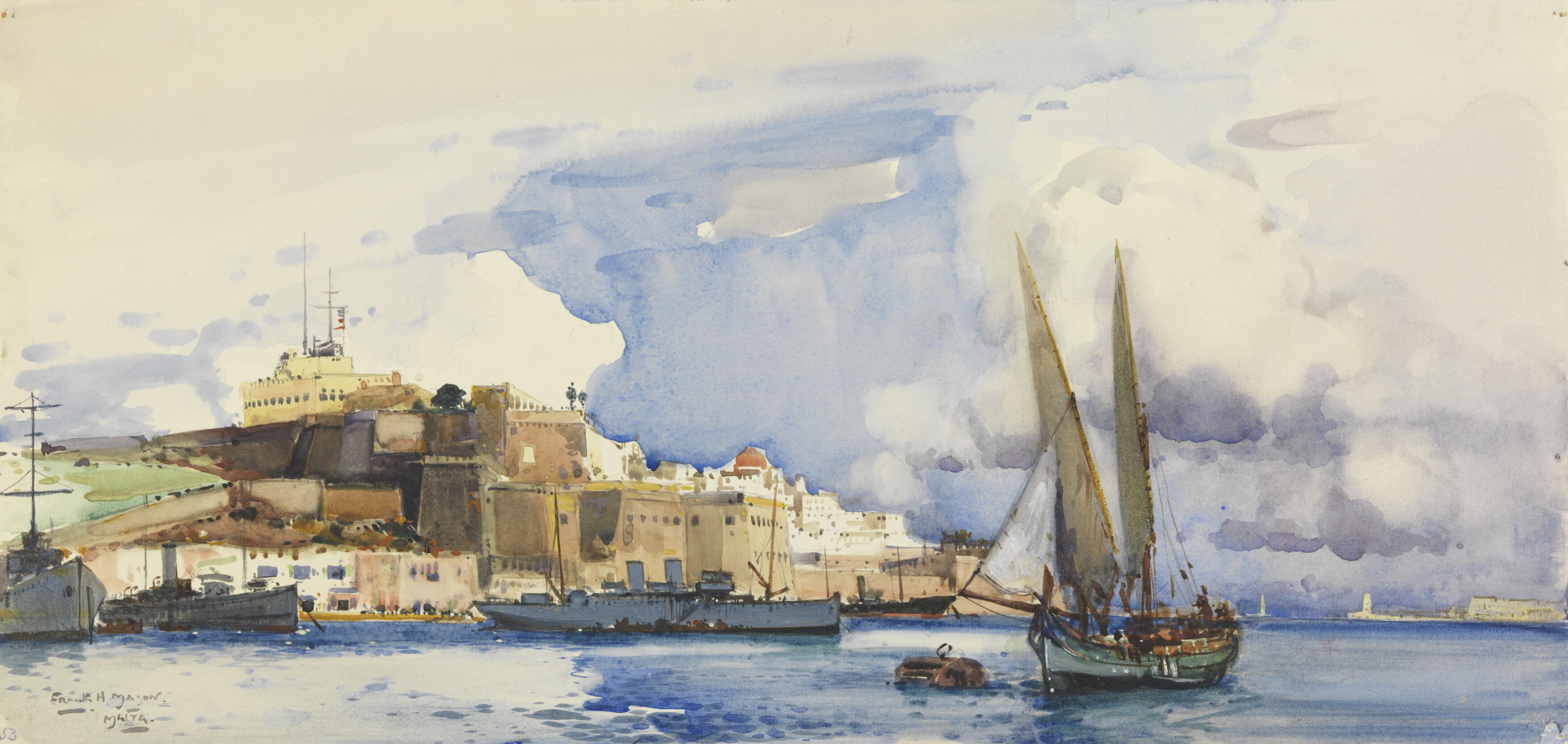
Łódź gozańska w Grand Harbour podczas I wojny światowej

Łódź z Gozo, łódź gozańska (malt. Dgħajsa ta’ Għawdex, tal-latini, tat-tagħbija, tal-pass lub malt. tal-mogħdija. ang. Gozo boat) – typ łodzi z Malty, charakteryzujący się ściętym przednim rogiem żagla (ang. settee-rigg), bardzo zbliżonym do ożaglowania arabskiego. Łodzie gozańskie były głównym środkiem transportu przez kanał Gozo, między Gozo a główną wyspą Malty od co najmniej 1241 do lat sześćdziesiątych XX wieku.

## Historia

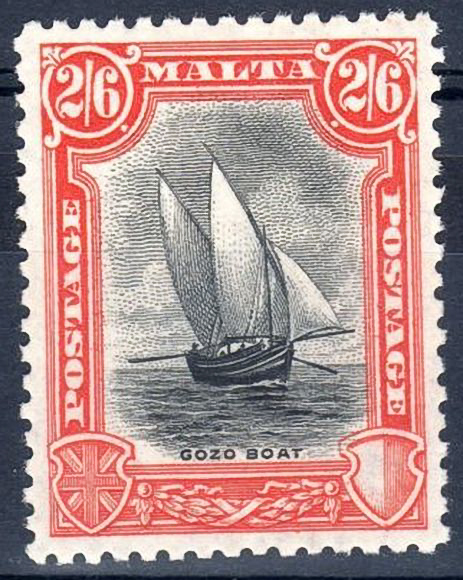
Łódź z Gozo na maltańskim znaczku z 1926

Łodzie z Gozo ewoluowały od speronary (malt. xprunara), którą można było spotkać na całym obszarze basenu Morza Śródziemnego. Najstarsze zapiski na temat transportu pomiędzy Gozo i Maltą pochodzą z 1241, kiedy łodzie transportowe znane były jako dgħajsa tal-mogħdija lub tal-pass. Przed XVI wiekiem łodzie z Gozo przyjęły kształt brygantyny. W latach osiemdziesiątych XIX wieku na wielu łodziach z Gozo zmieniono ożaglowanie na arabskie (ang. settee). W 1919 zaczęto instalować na niektórych łodziach silniki, chociaż wiele wciąż używało żagla.
Większość łodzi z Gozo zbudowanych zostało w Kalkarze w Grand Harbour. Rodzina Caruana, będąca ostatnimi budowniczymi tych łodzi, przeniosła się stamtąd do portu Mġarr na Gozo w 1940. Po 1959 kilka tego typu łodzi zbudowanych zostało w Gela na Sycylii. Ostatnią zbudowaną była „Santa Rita” (G48) w 1963.
Łodzie gozańskie przeważnie kursowały z Grand Harbour na Malcie do portu Mġarr na Gozo. Inne trasy, które podejmowały, to z Grand Harbour do Mellieħy lub Marfy, oraz z Mġarr do Marfy lub Saint Paul’s Bay. Przewoziły one pasażerów i towary pomiędzy oboma wyspami maltańskimi. Z Gozo na Maltę najczęściej przewożono produkty rolnicze, jak owoce, warzywa, jajka i drób, podczas gdy kursy powrotne z Malty na Gozo transportowały towary wytworzone, jak cement, napoje oraz piwo.
Ten rodzaj łodzi malowany był w kolorach zielonym, niebieskim, czerwonym i żółtym, podobnie do tradycyjnych luzzu. Jedna łódź, pomalowana na czarno, przewoziła zwłoki pomiędzy wyspami.

### Wypadki
Było kilka wypadków, w których gozańskie łodzie brały udział. Kilka z nich trafiło pod ogień karabinowy, kiedy przepływały w pobliżu strzelnicy Pembroke Rifle Ranges, chociaż kapitanowie łodzi byli zawczasu uprzedzeni przez władze wojskowe. W 1900 łódź z Gozo, używana do połowu lampuki, przewróciła się, zabijając jednego rybaka. Inna łódź w 1911 straciła maszt, lecz załoga zdołała zawinąć do St. George's Bay. W 1926 znaleziono pustą łódź dryfującą po wzburzonym morzu. Rzadko zdarzały się kolizje łodzi z holownikami lub większymi łodziami.
Podczas II wojny światowej łódź z Gozo „Stella Maris” została zniszczona przez nieprzyjacielską akcję.

### Zanikanie łodzi
W latach sześćdziesiątych i siedemdziesiątych XX wieku regularna służba parowców zaczęła być konkurencyjna dla starych łodzi, których usługi przestały być opłacalne. Przetrwałe łodzie przeobrażone zostały w łodzie rybackie, lub zostały porzucone w porcie Mġarr.
Od 1979 Gozo Channel Company Limited prowadzi regularną służbę przewozową na Gozo, używając nowoczesnych promów typu ro-ro.

## Ocalałe jednostki

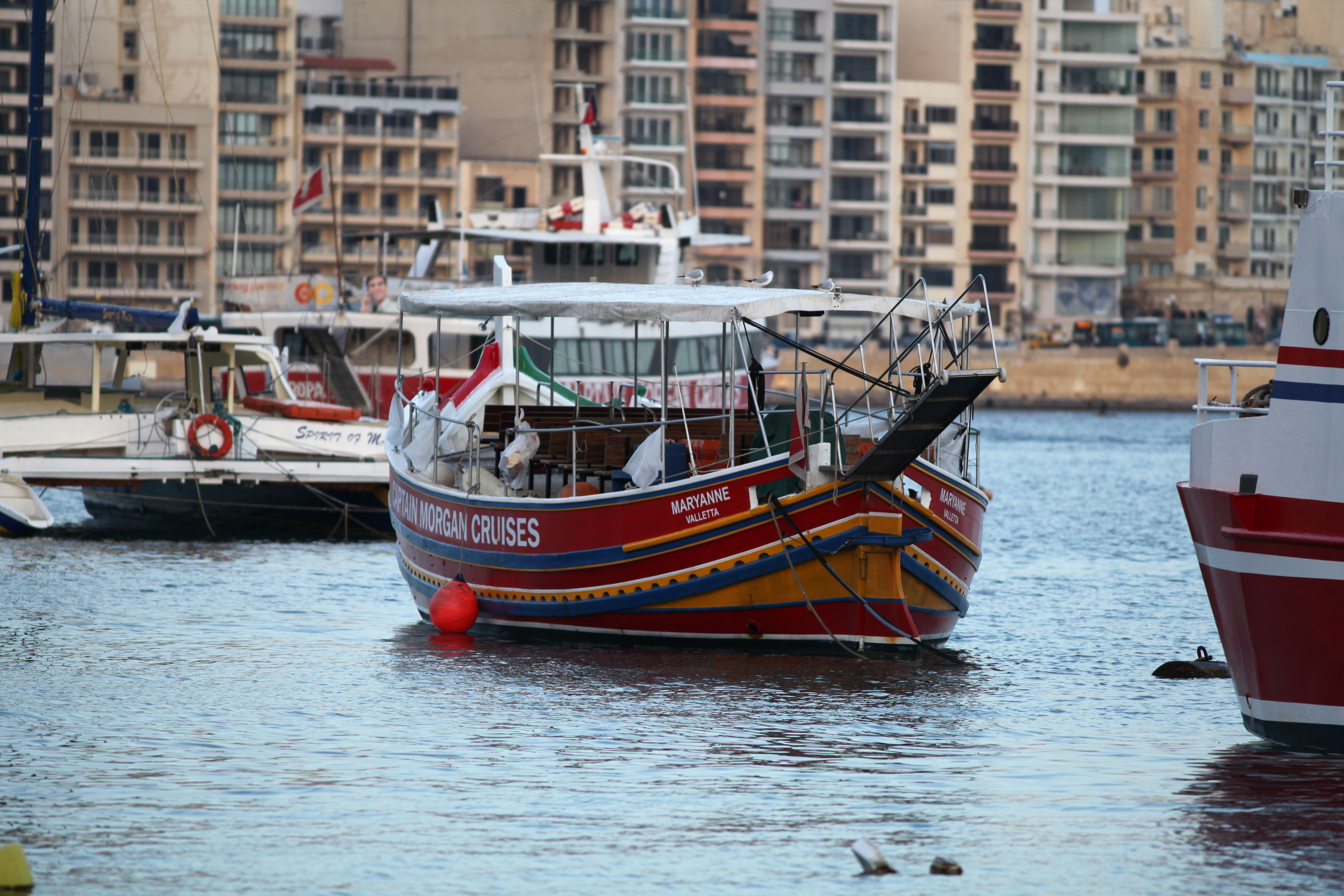
„Maryanne”

Zaledwie kilka łodzi gozańskich przetrwało do dzisiaj. Jedną z nich jest „Sacra Famiglia” (G32), zbudowana w Kalkarze w 1933. W latach siedemdziesiątych XX wieku stała się niezdatna do żeglugi i wylądowała w porcie Mġarr. Kadłub został ostatecznie zakupiony przez osobę prywatną, która chciała go sprzedać ministerstwu ds. Gozo. Został w końcu zakupiony przez Gozo Channel Company Limited, która przekazała go Wirt Għawdex i sponsorowała jego odbudowę. Po restauracji łodzi przez braci Caruana (synów jej oryginalnego budowniczego), została w 2014 umieszczona na stałej ekspozycji przy promenadzie Żewwieqa.
Inną zachowaną łodzią z Gozo jest „Maryanne”, zbudowana w Gela w 1960. Łódź pozostawała na Gozo do lutego 1983, kiedy została zakupiona przez firmę Captain Morgan Cruises. Wciąż należy do tego właściciela, i jest używana do rejsów wokół portu Marsamxett oraz Grand Harbour. „Maryanne” jest w dobrym stanie, lecz pozbawiono ją charakterystycznych masztów, oraz dodano pokład.
Może jeszcze być zachowanych dwie lub trzy łodzie, które zostały przekształcone w łodzie rybackie.

## Dziedzictwo
Gozańska łódź stała się symbolem wyspy Gozo, a na fladze oraz herbie wioski Qala widnieje łódź płynąca po wzburzonej wodzie. Łodzie te można znaleźć również jako elementy logo różnych organizacji na Gozo, jak np. Gozo Philatelic Society czy Imperial Gozo Yacht Club.
Popularna piosenka maltańskiego zespołu „New Cuorey” z lat siedemdziesiątych XX wieku, zatytułowana Id-Dgħajsa tal-Latini jest o gozańskiej łodzi.